# قطب مصری
ابراهیم بن علی بن محمّد سُلمی شهرت‌یافته به قُطبِ مصری (؟ - ۱۲۲۱م) پزشک مصری مغربی‌اصل بود که بیشتر در خراسان زیست. نزد فخرالدین رازی شاگردی نمود و آثاری در طب و فلسفه نگاشت. بر قانون ابن سینا شرحی نوشت. در نیشابور هنگامی که مغولان بر آن چیره شدند، کشته شد.